# Straumsfjorden (Hitra)
 For alternative betydninger, se Straumfjorden. (Se også artikler, som begynder med Straumfjorden)
Straumfjorden (officielt navn ), også kaldt Straumsfjorden og Strømfjorden, er en fjord nordvest på øen Hitra i Trøndelag fylke i Norge. Fjorden starter ved gården Straum og fortsetter i nordvestlig retning mod øen Helgebostad. Der deler fjorden sig, og skifter samtidig navn. Nord for Helgebustad hedder  farvandet Hestnessundet og syd for Helgebostad hedder fjorden Håvikstraumen.